# Monza (bướm nhảy)
Monza là một chi bướm ngày thuộc họ Bướm nâu.